# Mona Steigauf
Mona Steigauf (Starnberg, 17 januari 1970) is een atleet uit Duitsland.
Op de Wereldkampioenschappen indooratletiek 1997 werd Steigauf tweede, en pakte ze de zilveren medaille op het onderdeel vijfkamp.
Steigauf nam voor Duitsland deel aan de Olympische Zomerspelen 1996. Ze eindigde als elfde op het onderdeel zevenkamp.

## Persoonlijk record
| Onderdeel   | Resultaat | Jaar |
| ----------- | --------- | ---- |
| 100 m       | 12.01s    | 1997 |
| speerwerpen | 42.42 m   | 1999 |
| zevenkamp   | 6450 pt   | 1996 |

| Onderdeel   | Resultaat | Jaar |
| ----------- | --------- | ---- |
| kogelstoten | 12.98 m   | 1997 |
| vijfkamp    | 4681 pt   | 1997 |

- World Athletics: 14279885